# Muren van Belfast

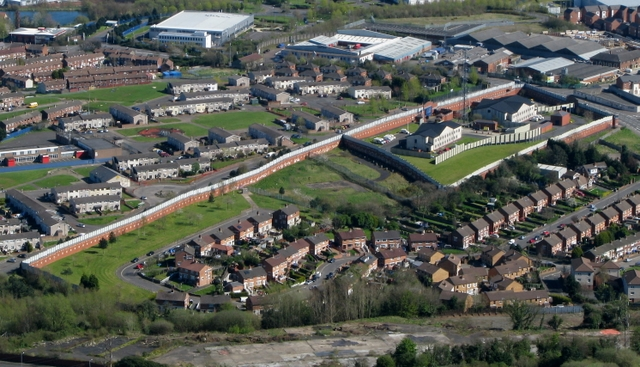
Muur tussen twee woonwijken met rechts een ommuurd politiebureau

De Muren van Belfast, ook wel de "Vredesmuren" genoemd (in het Engels "Peace walls"), zijn een stelsel van betonnen muren en afscheidingshekken in de Noord-Ierse hoofdstad Belfast. De eerste stukken verschenen in 1969, na gewelddadige rellen tussen katholieken en protestanten. Oorspronkelijk waren de muren bedoeld als voorlopige oplossing maar later verschenen er steeds meer muren en afscheidingshekken. In de jaren negentig waren er al achttien en heden ten dage zijn het er zelfs veertig met een totale lengte van meer dan 21 kilometer. De muren zijn rijkelijk voorzien van graffiti en ook worden aan beide kanten voorwerpen, met name stenen, over de muren geworpen als provocatie naar de ander.
In tegenstelling tot de Berlijnse Muur destijds, is het mogelijk de muren of afscheidingswanden zonder controle te passeren, maar vrijwel niemand heeft daar behoefte aan omdat men in zijn eigen gedeelte wenst te blijven en weinig behoefte aan contact met de ander heeft. Tussen de verschillende doorgangen bevinden zich hekwerken die in de avonduren worden afgesloten om eventuele provocaties of rellen te voorkomen.
In 2008 wordt de roep om het slechten van de muren groter. In 2013 besluit het stadsbestuur dat alle muren in 2023 moeten zijn verdwenen. In april 2023 zijn er nog 60 muren over. Ten opzichte van 2013 zijn er 18 muren verwijderd.